# Tumore filloide

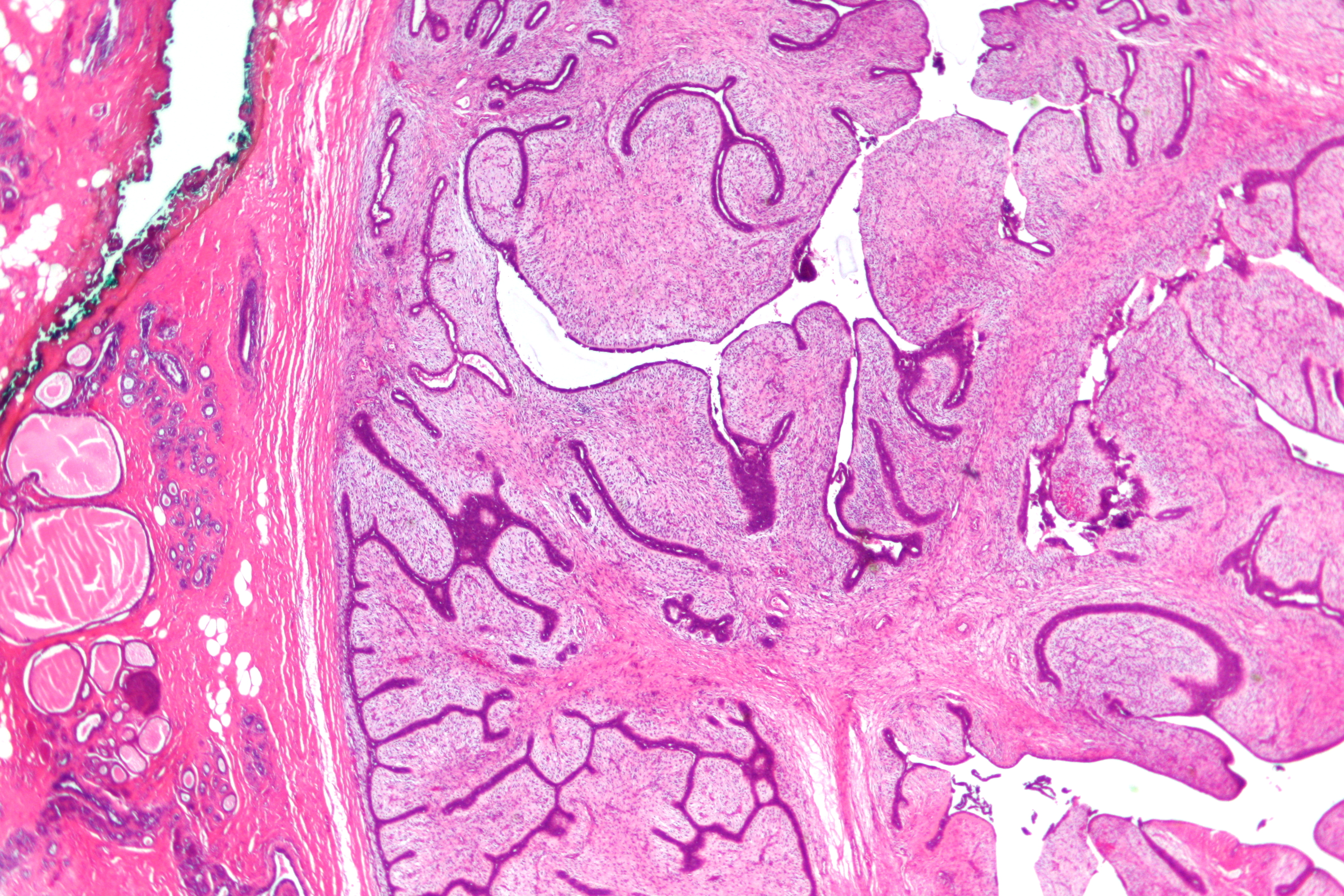

Il Tumore filloide è un tumore stromale della mammella derivante dallo stroma intralobulare. È un tumore misto in quanto caratterizzato sia da componente epiteliale che da componente stromale. La maggior parte di questi tumori si presenta come massa palpabile, oppure vengono individuati attraverso la mammografia. Spesso per questo tipo di lesioni viene utilizzato il termine di cistosarcoma filloide, anche per le forme benigne. A differenza del fibroadenoma non sono correlati ad un quadro di iperestrogenismo. Il termine "filloide" deriva dal greco e significa "simile ad una foglia". Nelle forme maligne le metastasi utilizzano prevalentemente la via ematica, mentre le forme benigne tendono a recidivare: per questo motivo la terapia deve prevedere margini di exeresi molto ampi.

## Epidemiologia
Possono riscontrarsi a qualsiasi età, ma la maggior parte si presenta intorno al sesto decennio di età. La maggior parte di questi tumori è benigna. Un terzo delle forme maligne presenta metastasi.

## Patogenesi
Le lesioni maligne presentano una maggiore frequenza dell'amplificazione di EGFR.

## Anatomia patologica
Sono lesioni di varia grandezza, da pochi centimetri fino ad occupare l'intera mammella. Le forme di maggiori dimensioni presentano delle protrusioni a causa della caratteristica presenza di noduli stromali proliferanti ricoperti da epitelio. Alcune forme presentano spazi cistici dove le protrusioni si estendono. Si differenziano forme ad alto e basso grado, inoltre questo tumore si differenzia dal fibroadenoma per una maggiore cellularità, per una maggiore presenza di mitosi, dal pleomorfismo nucleare, una maggiore crescita stromale oltre che dall'infiltrazione dei bordi.

### Tumore filloide benigno o a basso grado
La maggior parte delle forme a basso grado ricordano dei fibroadenomi. Si nota una esuberante proliferazione stromale che comprime l'epitelio con possibili cavità cistiche.

### Tumore filloide maligno o ad alto grado
Difficilmente distinguibili da altri sarcomi, infatti sono possibili commistioni con rabdomiosarcomi e liposarcomi. Si presentano come nodi con crescita rapida con un maggior numero di mitosi, con la spiccata presenza di necrosi e atipie. Nelle metastasi è presente solamente la componente stromale.